# Friday the 13th (2009)
Friday the 13th is een Amerikaanse horrorfilm uit 2009 onder regie van Marcus Nispel. De plot is een hervertelling van de eerste vier delen van de originele filmreeks samengevat in één verhaal. Daarmee is de film verhaaltechnisch een eerste deel, maar chronologisch het twaalfde deel in de Friday the 13th-reeks na Freddy vs. Jason uit 2003. Voor Nispel was de productie zijn tweede herverfilming van een klassieke horrorfilm, na The Texas Chainsaw Massacre uit 2003.

## Verhaal

### Proloog
Op 13 juni 1980 vond er een bloedbad plaats op Camp Crystal Lake toen vakantievierende jongeren daar een voor een werden afgeslacht door een anonieme moordenaar. Het verhaal deed de ronde dat het daar in het meer verdronken jongetje Jason Voorhees (Caleb Guss) was teruggekeerd om wraak te nemen. De laatste overlevende maakte een einde aan die mythe door de ware dader te onthoofden. Dat bleek Jasons moeder Pamela Voorhees (Nana Visitor), die wraak wilde voor het verlies van haar zoon en dit weet aan de onoplettendheid van de jongeren. Niemand merkte op hoe een klein jongetje later enkele snuisterijen van Mrs. Voorhees' lichaam meenam en verdween. Camp Crystal Lake werd definitief gesloten.

### Proloog 2
Meer dan twintig jaar na dato trekken de jongeren Whitney Miller (Amanda Righetti), haar vriend Mike Pizarro (Nick Mennell), Amanda (America Olivo), haar vriend Richie (Ben Feldman) en zijn maat Wade (Jonathan Sadowski) de natuur rond Crystal Lake in om te gaan kamperen. Wanneer de twee stelletjes alleen willen zijn, gaat Wade maar even alleen op zoek naar het hennepveldje waarvan hij weet dat het in de buurt moet liggen. Daar aangekomen komt hij oog in oog te staan met de inmiddels volwassen, met een jute zak gemaskerde en bloeddorstige Jason (Derek Mears). Hij slacht Wade af met een kapmes. Jason loopt daarna door naar het kamp en maakt op nietsontziende wijze ook een einde aan de levens van Mike, Richie en Amanda. Whitney wordt als laatste overlevende aangevallen.

### Plot
Zes weken na de verdwijning van het vijftal jongeren komt Clay Miller (Jared Padalecki) aan bij Crystal Lake om zijn vermiste zus Whitney te zoeken. Er is taal nog teken van haar noch haar vrienden vernomen sinds ze ging kamperen daar. Politie-agent Bracke (Richard Burgi) denkt dat ze er waarschijnlijk vandoor is met haar vriend en dat Clay daarom weinig kans maakt iets te vinden. Clay weet daarentegen vrij zeker dat die theorie niet klopt. Hun moeder had kanker en Whitney zorgde dagelijks met ziel en zaligheid voor haar, maar Mrs. Miller is inmiddels overleden en Whitney is niet naar de begrafenis gekomen. Dat is niets voor haar. Terwijl hij zijn zoektocht voortzet, stopt er een auto bij het Crystal Lake met zeven nieuwe jongeren die er vakantie komen vieren. De vader van rijkeluiszoon Trent (Travis Van Winkle) bezit daar een huisje en hij heeft zijn vriendin Jenna (Danielle Panabaker) en hun vrienden Lawrence (Arlen Escarpeta), Nolan (Ryan Hansen), Chelsea (Willa Ford), Bree (Julianna Guill) en Chewie (Aaron Yoo) daar mee naartoe meegenomen. Trent heeft weinig geduld om af te wachten tot Clay zijn verhaal bij een winkeleigenaar heeft afgemaakt en heeft vrijwel direct ruzie met hem. Jenna toont meer begrip voor Clay, die zijn kalmte bewaart en verder gaat zoeken. Een vrouw in een afgelegen hutje vertelt Clay dat zijn zus waarschijnlijk dood is als ze het gebied rond Crystal Lake is ingegaan, omdat ' hij met rust gelaten wil worden'. Jason vermoordt op dat moment een houtwerker en vindt in zijn huisje een ijshockeymasker, dat hij vanaf dat moment gaat dragen.
Nolan en Chelsea gaan samen wakeboarden op het meer. Hij bestuurt de speedboot van Trents vader terwijl zij erachter haar kunsten en ontblote bovenlichaam vertoont aan hem. Wanneer zij haar evenwicht verliest en in het water valt, ziet ze niet dat Nolan een pijl door het hoofd geschoten wordt en zo Jasons eerstvolgende slachtoffer geworden is. Ze denkt dat hij haar op komt halen als de boot op haar afkomt, maar die vaart haar op volle snelheid tegen het hoofd. Ze vlucht onder steiger, maar wordt van bovenaf in het hoofd gestoken en sterft. Clay is in de tussentijd bij toeval bij het huisje van de zeven aangekomen. Jenna doet open. Omdat Trent meteen weer in de aanval gaat, vertrekt Clay weer, maar dit keer gaat Jenna met hem mee om hem te helpen zoeken naar zijn zus. Ze komen aan bij het huisje waar vroeger Pamela en Jason Voorhees woonden en verstoppen zich als ze iemand aan horen komen. Vanaf hun schuilplek zien ze Jason aan komen lopen met een menselijk lijk over zijn schouder.
Zodra Clay en Jenna kans zien er onopgemerkt vandoor te gaan, rennen ze het bos door naar het vakantiehuisje van Trents vader. Vastgeketend in de ruime kelder onder de grond hoort Whitney hen lopen en schreeuwt tevergeefs om hulp. Jason heeft haar laten leven omdat ze sprekend lijkt op de beeltenis van zijn moeder op een oude foto in een medaillon, maar ze is wel zijn gevangene en doodsbang. De voetstappen betekenen voor haar een nieuwe kans dat iemand haar kan komen redden. Jason merkt niettemin dat er iemand in zijn huis is geweest en zet koers naar het vakantiehuisje waarin Clay en zijn vrienden verblijven. Nadat hij een ijzeren pin door Chewies hoofd heeft gestoken, gooit hij een bijl in Lawrences rug als die naar buiten komt om zijn vriend te zoeken. De vier nog levende jongeren in het huisje weten inmiddels dat het volksverhaal over Jason berust op waarheid en laten zich niet naar buiten lokken door Lawrences hulpkreten. Maar als zij niet naar buiten komen, dan komt Jason wel naar binnen en moeten ze alsnog op de vlucht voor ook zij afgemaakt worden. Terugvechten heeft weinig zin, want hun kracht staat in geen verhouding tot die van Jason. Tijdens hun tocht stuiten Jenna en Clay op de ondergrondse ruimte waarin Whitney wordt vastgehouden. Hij bevrijdt haar uit haar boeien, maar daarmee is nog niets gewonnen voordat ze ver uit de buurt van Jason zijn.

## Rolverdeling
| - Derek Mears - Jason Voorhees - Caleb Guss - Jason Voorhees (jonge versie) - Jared Padalecki - Clay Miller - Amanda Righetti - Whitney Miller - Danielle Panabaker - Jenna - Travis Van Winkle - Trent - Nick Mennell - Mike Pizarro - Ben Feldman - Richie - America Olivo - Amanda - Jonathan Sadowski - Wade | - Aaron Yoo - Chewie - Julianna Guill - Bree - Arlen Escarpeta - Lawrence - Ryan Hansen - Nolan - Willa Ford - Chelsea - Kyle Davis - Donnie - Richard Burgi - Agent Bracke - Nana Visitor - Pamela Voorhees - Stephanie Rhodes - Zomerkamp begeleidster |